# Вайтвотер (Індіана)
Вайтвотер (англ. Whitewater) — місто (англ. town) в США, в окрузі Вейн штату Індіана. Населення — 71 особа (2020).

## Географія
Вайтвотер розташований за координатами 39°56′41″ пн. ш. 84°49′52″ зх. д. / 39.94472° пн. ш. 84.83111° зх. д. (39.944706, -84.831143).  За даними Бюро перепису населення США в 2010 році місто мало площу 0,21 км², уся площа — суходіл.

## Демографія
Згідно з переписом 2010 року, у місті мешкали 83 особи в 35 домогосподарствах у складі 27 родин. Густота населення становила 402 особи/км².  Було 36 помешкань (174/км²).
Расовий склад населення:
| - 100,0 % — білих |

До двох чи більше рас належало 0,0 %. Частка іспаномовних становила 0,0 % від усіх жителів.
За віковим діапазоном населення розподілялося таким чином: 25,3 % — особи молодші 18 років, 55,4 % — особи у віці 18—64 років, 19,3 % — особи у віці 65 років та старші. Медіана віку мешканця становила 38,5 року. На 100 осіб жіночої статі у місті припадало 124,3 чоловіків;  на 100 жінок у віці від 18 років та старших — 113,8 чоловіків також старших 18 років.
Середній дохід на одне домашнє господарство  становив 42 548 доларів США (медіана — 39 750), а середній дохід на одну сім'ю — 39 873 долари (медіана — 38 500). За межею бідності перебувало 18,8 % осіб, у тому числі 22,2 % дітей у віці до 18 років та 0,0 % осіб у віці 65 років та старших.
Цивільне працевлаштоване населення становило 29 осіб. Основні галузі зайнятості: виробництво — 17,2 %, освіта, охорона здоров'я та соціальна допомога — 17,2 %, сільське господарство, лісництво, риболовля — 17,2 %.